# Luvsangiin Buudai
Luvsangiin Buudai (nascido em 8 de março de 1940) é um ex-ciclista mongol que competiu no ciclismo nos Jogos Olímpicos de Verão de 1964.